# Matt Williams (beisbolista)
Matthew Derrick Williams (Bishop, California, 28 de noviembre de 1965), más conocido como Matt Williams, es un exjugador profesional estadounidense de béisbol que se desempeñó en la posición de tercera base en las Grandes Ligas de Béisbol (MLB). Logró obtener cuatro Guantes de Oro.

## Carrera
Williams jugó como profesional diez temporadas en San Francisco Giants (1987-1996), después pasó a Cleveland Indians (1997), luego a Arizona Diamondbacks, donde jugó seis temporadas (1998-2003), y fue el equipo en el que se retiró.

## Premios
Fue galardonado con el Guante de Oro en cuatro oportunidades (1991, 1993, 1994 y 1997).